# Kräuterschere

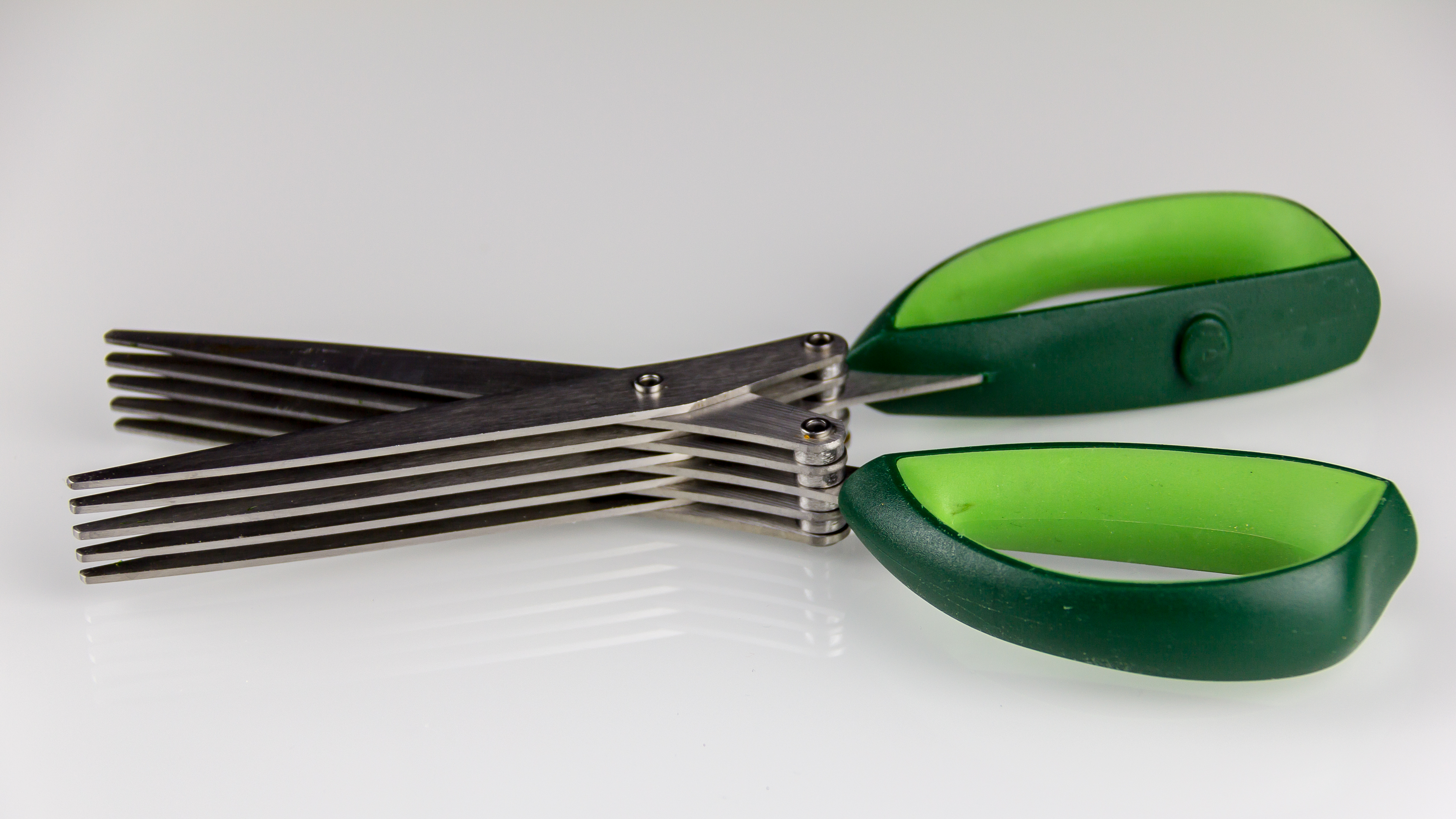
Eine Kräuterschere mit fünf Schneidenpaaren …

Eine Kräuterschere ist ein Küchengerät zum schnellen Zerkleinern weicher Kräuter wie z. B. Schnittlauch, Petersilie, Dill oder Basilikum.
Handelsübliche Kräuterscheren lassen sich zwei Bauformen zuordnen, die das Prinzip der Gelenkschere – zwei über Kreuz auf einer Achse gelagerte Klingen, die am anderen Ende jeweils in einen Griff (Auge) auslaufen – in unterschiedlicher Weise verallgemeinern:
Bei einer von der Firma Silit als Gebrauchsmuster angemeldeten Form läuft der „untere“ Griff in ein Paar paralleler Klingen mit jeweils an der Innenseite angeschliffenen Schneiden aus, der „obere“ jedoch in ein dazwischen liegendes Gegenstück, an dem die Schneiden entlanggleiten. Durch die zwei gleichzeitigen Schnitte wird vom Schnittgut ein Stück entsprechend der Breite des Zwischenstücks abgetrennt.
Bei Kräuterscheren anderer Hersteller sind die Scherengriffe jeweils mit mehreren, untereinander gekoppelten Klingenpaaren verbunden, und bei den innenliegenden Klingen sind beiderseits Schneiden angeschliffen. Dadurch werden vom Schnittgut mit nur einer Schnittbewegung gleichzeitig entsprechend viele Stücke abgetrennt, deren Länge der Klingendicke entspricht. Solche Kräuterscheren werden in der Regel mit einem aus zähem Kunststoff gefertigten „Reinigungskamm“ geliefert, mit dem zwischen den Klingen verbliebene Schnittgutstücke ausgekehrt werden können, ohne sie zu zerquetschen.